# Williamsport (Maryland)
Williamsport és una població dels Estats Units a l'estat de Maryland. Segons el cens del 2000 tenia 1.868 habitants.

## Demografia
Segons el cens del 2000, Williamsport tenia 1.868 habitants, 785 habitatges, i 471 famílies. La densitat de població era de 667,8 habitants per km².
Dels 785 habitatges en un 27% hi vivien nens de menys de 18 anys, en un 43,7% hi vivien parelles casades, en un 12% dones solteres, i en un 40% no eren unitats familiars. En el 35,7% dels habitatges hi vivien persones soles el 17,6% de les quals corresponia a persones de 65 anys o més que vivien soles. El nombre mitjà de persones vivint en cada habitatge era de 2,21 i el nombre mitjà de persones que vivien en cada família era de 2,84.
Per edats la població es repartia de la següent manera: un 20% tenia menys de 18 anys, un 7,2% entre 18 i 24, un 26,3% entre 25 i 44, un 22,8% de 45 a 60 i un 23,7% 65 anys o més.
L'edat mediana era de 43 anys. Per cada 100 dones de 18 o més anys hi havia 76,5 homes.
La renda mediana per habitatge era de 34.243 $ i la renda mediana per família de 41.115 $. Els homes tenien una renda mediana de 30.833 $ mentre que les dones 21.708 $. La renda per capita de la població era de 16.179 $. Entorn del 7,4% de les famílies i el 8,5% de la població estaven per davall del llindar de pobresa.

## Poblacions més properes
El següent diagrama mostra les poblacions més properes.